# Rodbina Balogh
Rodbina Balogh je bila ogrska plemiška rodbina, katere predstavniki so živeli tudi na območju današnjega Prekmurja.

## Zgodovina
Stara plemiška rodbina, katere prvi znani predstavnik je bil Peter pl. Balogh, ki je živel na prelomu iz 16. In 17. stoletja. Bil je kastelan gradu Tata v esztergomski županiji. v Leta 1610 je dobil posesti v kraju Faddra, dve leti kasneje pa še posesti v kraju Ber, po katerem je družina tudi nosila predikat. Poleg tega je posedoval še posesti v krajih Töttös (županija Baranya) in Kisber (Železna županija). 
Njegov sin Franc, vojaški poveljnik (stotnik) v kraju Krplivnik (madž. Kapornak), je bil prvi predstavnik družine ki se je naselil v Prekmurju. Umrl je v Murski Soboti leta 1667. Tudi njegov sin Istvan, iz prvega zakona z Elizabeto pl. Lörinczfalvay je živel v Murski Soboti, kjer je leta 1678 tudi umrl. S soprogo Rebeko pl. Kaldy de Felsökaldy je imel dve hčerki in sina Adama, ki je postal najznamenitješi predstavnik družine Balogh. 
Adam je bil rojen okoli leta 1665 v kraju Bérbaltavár (Železna županija). Že zelo mlad je vstopil v vojsko in sodeloval v vojaških kampanjah proti Turkom. Kasneje se je pridružil krucem, postal eden njihovih najznamenitejših poveljnikov, in se pridružil uporu, ki ga je vodil Ferenc Rakoczy. Leta 1705 je sodeloval v akciji v kateri so skušali ujeti cesarja Leopolda I. v okolici Dunaja. Leta 1708 ga je Rakoczy imenoval za polkovnika. Samo tri leta kasneje je bil ujet in 6. februarja 1711 usmrčev v gradu Buda.
Ferencov sin iz drugega zakona z Elizabeto pl. Csanyi de Csany je prav tako živel v Prekmurju. V prvem zakonu z Suzano pl. Horvath de Mankobük, ki je bila potomka dolnjelendavskih Banffyjev so se mu rodile tri hčerke - Katarina (por. pl. Raffay), Elizabeta (por. pl. Batsmegyey de Paris) in Magda (por. pl. Jaklin de Elefant), v drugem z Suzano pl. Töke pa samo ena - Klara, ki se je poročila z Janosem pl. Gombossyjem iz Bakovcev.

## Družinsko drevo
- A1 Peter († ok. 1618) kastelan gradu Tata ∞ Klara pl. Töttösy de Töttös
  - B1 Janez
    - C1 Janez ∞ Elizabeta pl. Szilassy
      - D1 Ana ∞ Janez pl. Szobothin de Muray-Szombat

  - B2 Peter
  - B3 Franc (* 1610 † 1667) poveljink gradu Kapornak, upravnik posesti grofov Banffy-jev ∞ 1) Elizabeta pl. Lörinczfalvay ∞ 2) Elizabeta pl. Csányi de Csány
    - C1 1) Suzana ∞ Jurij pl. Ratky de Salamonfa
    - C2 1) Štefan († 1678 Murska Sobota) ∞ Rebeka pl. Kaldy
      - D1 Judita ∞ Gregor pl. Tulok
      - D2 Adam (* 1678 † 1711) eden izmed Rakoczyjevih poveljnikov krucev ∞ Julija pl. Festetics de Tolna
        - E1 Ladislav
        - E2 Baltazar
        - E3 Sigismund
        - E4 Adam ∞ Frančiška pl. Niczky de Niczk
        - E5 Wolfgang oo Elizabeta pl. Akacs
        - E6 Eva ∞ Franc pl. Palothay
        - E7 Katarina ∞ 1) Štefan pl. Vidos de Kolta ∞ 2) Ladislav pl. Rosty de Barkocz

      - D3 Eva

    - C3 1) Eufrezina ∞ Štefan pl. Jaklin
    - C4 1) Klara ∞ Sigismund pl. Bezeredi
    - C5 2 ali 3)Peter († 1721) ∞ 1) Suzana pl. Horvath de Mankobükk ∞ 2) Suzana pl. Töke
      - D1 1) Elizabeta ∞ Jožef pl. Batsmegyey de Paris
      - D2 1) Katarina ∞ Janez pl. Raffay
      - D3 1) Magdalena ∞ 1) Jurij pl. Jaklin ∞ 2) Gabrijel pl. Batsmegyey de Paris
      - D4 2) Klara ∞ Janez pl. Gombossy
      - D5 2) Suzana ∞ N. pl. Horvath

  - B4 Katarina
  - B5 Helena
  - B6 Suzana
  - B7 Judita